# HMS Victory (1737)
Pour les autres navires du même nom, voir HMS Victory.

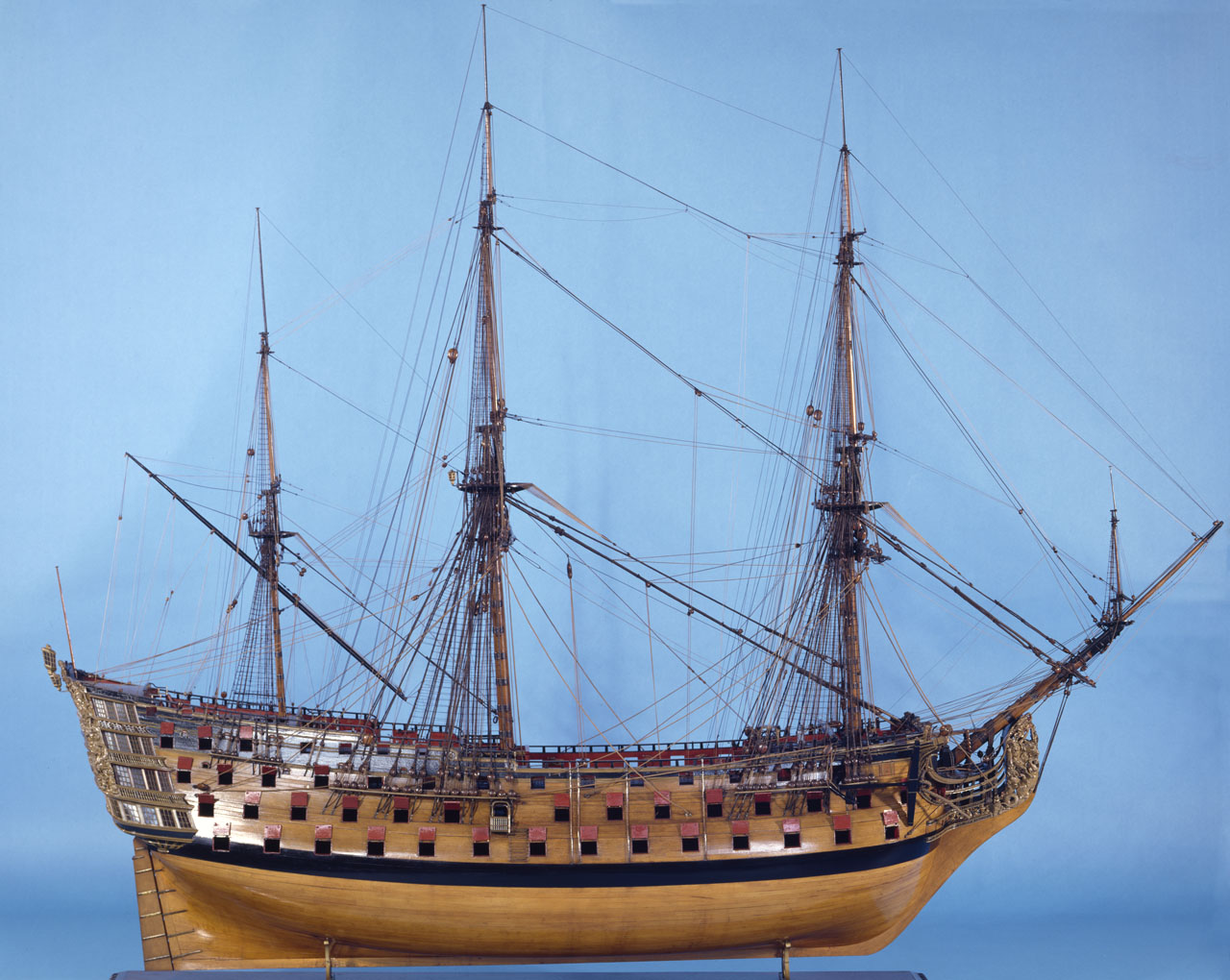
HMS Victory

Le HMS Victory est un trois-mâts à trois ponts, vaisseau de ligne de premier rang, possédant 100 canons de bronze, construit entre 1733 et 1737 avant d'être lancé le 23 février 1737. Perdu en mer le 5 octobre 1744 au large des Casquets près d'Aurigny, l'annonce de sa découverte a été faite le 1er février 2009.

## Histoire

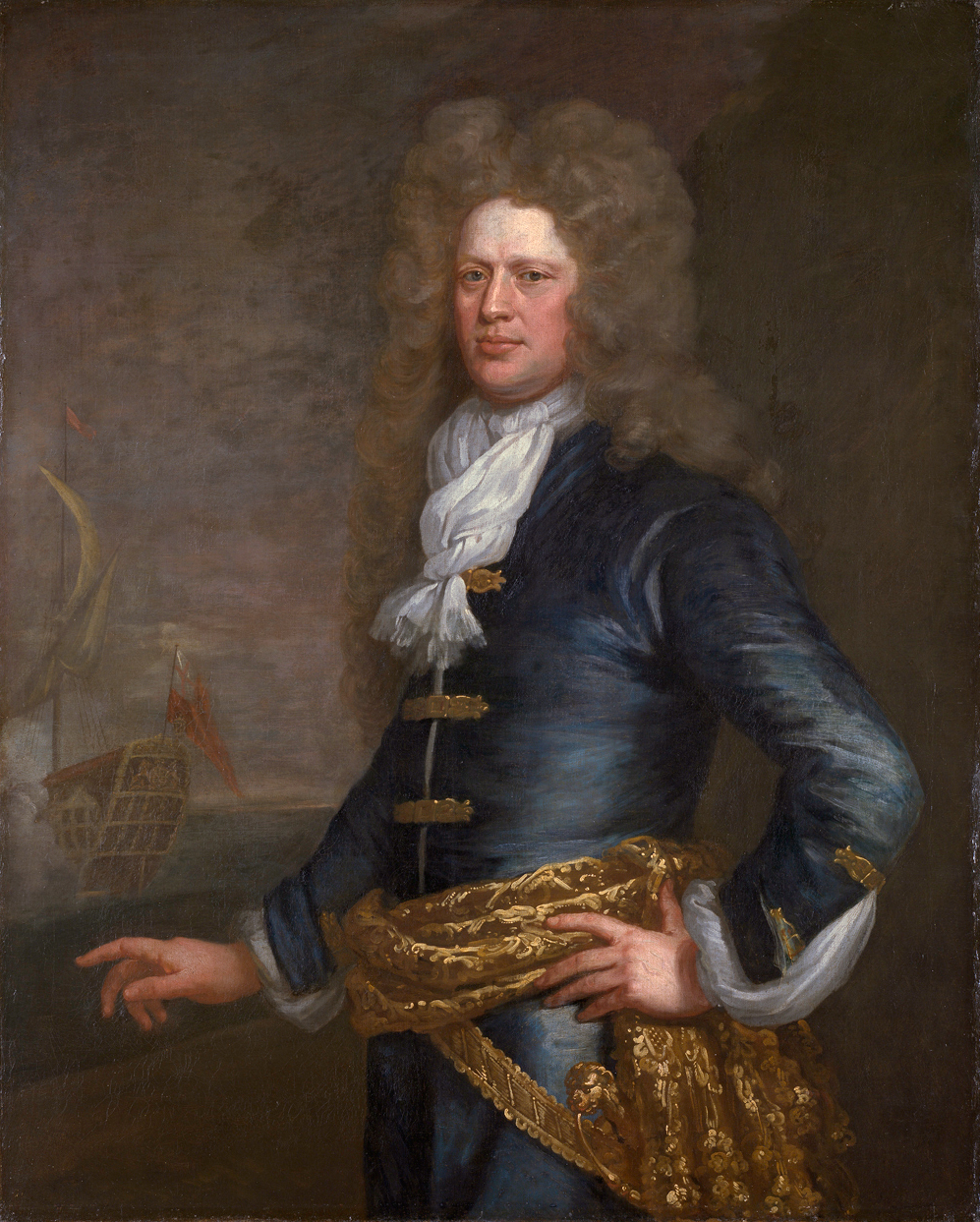
John Balchen, commandant du HMS Victory, est au nombre des victimes du naufrage.

Le HMS Victory était un bâtiment de la classe des vaisseaux suivant le plan de 1719 et qui fut construit aux Portsmouth Dockyard. Sa structure reprenait les restes du HMS Victory, lui-même issu du HMS Royal James, détruit lors d'un incendie en février 1721. Sa mise à l'eau a été faite le 23 février 1737 et il devint le navire amiral de la flotte de la Manche sous le commandement de Sir John Norris en 1741.
Le bateau s'est perdu en mer lors de son retour en Angleterre dans la nuit du 4 octobre 1744 alors qu'il naviguait au large des îles Anglo-Normandes depuis la veille, sous le commandement de John Balchen (en), après une expédition pour libérer un convoi britannique bloqué par une flotte française dans l'estuaire du Tage au Portugal. Pris dans une tempête, la flotte perd le contact, le 4 octobre, du navire amiral qui sombre potentiellement sur les Black Rocks des Casquets. Le bateau est perdu corps et biens avec plus de 1 000 marins à son bord et quatre tonnes de pièces en or destinées aux marchands hollandais.

## Découverte de l'épave
En avril 2008, l'équipe de l'Odyssey Marine Exploration affirme, sur la base de la remontée de canons, avoir découvert le navire à 80 km des Casquets dans les eaux internationales et à environ 100 m de profondeur. En tant qu'épave militaire elle est la propriété de la Royal Navy selon les lois en vigueur.
La découverte du HMS Victory a été filmée et sera diffusée sur Discovery Channel.

## Enquête sur les raisons du naufrage
En 2015, à la suite d'une enquête de l'archéologue britannique Sean Kingsley, les raisons du naufrage sont définies comme une conception faiblement résistante aux tempêtes et une construction avec du bois de qualité médiocre.

## Armement
- 1er pont : 28 canons de 42 livres
- 2e pont : 28 canons de 24 livres
- 3e pont : 28 canons de 12 livres
- Gaillard d'arrière : 12 canons de 6 livres
- Gaillard d'avant : 4 canons de 6 livres